# Burak Yılmaz
Burak Yılmaz (nascut el 15 de juliol de 1985 a Antalya) és un exfutbolista professional turc que jugava com a davanter.
Va jugar per l'Antalyaspor, Beşiktaş, Vestel Manisaspor, Fenerbahçe SK, Eskişehirspor i Trabzonspor turcs.

## Palmarès
Beşiktaş JK
- 1 Copa turca: 2006-07
- 1 Supercopa turca: 2007

Trabzonspor Kulübü
- 1 Copa turca: 2009-10
- 1 Supercopa turca: 2010

Galatasaray SK
- 2 Lligues turques: 2012-13, 2014-15
- 2 Copes turques: 2013-14, 2014-15
- 2 Supercopes turques: 2013, 2015

Lille OSC
- 1 Ligue 1: 2020-21